# Max Arciniega
Maximino „Max“ Arciniega (* 20. Juli 1987 in Chicago, Illinois) ist ein US-amerikanischer Schauspieler.

## Werdegang
Maximino Arciniega wurde als Sohn mexikanischer Migranten in der Stadt Chicago geboren, wo er im Stadtbezirk Northwest Side, aufwuchs. Nach dem Abschluss der Steinmetz High School besuchte er in seiner Heimatstadt auch das Columbia College, das er mit einem Bachelor of Fine Arts in Theater abschloss. Anschließend stand er für verschiedene Produktionen auf der Theaterbühne, bevor er nach Los Angeles zog.
Seine erste Schauspielrolle übernahm er 2004 in dem Film Barbershop 2. Danach folgten u. a. Gastauftritte in Serien wie Veronica Mars und Private Practice, bevor er 2008 durch die Rolle des Krazy-8 in der Erfolgsserie Breaking Bad größere Bekanntheit erlangte. Im Spin-off Better Call Saul ist er seit 2016 in dieser Rolle erneut zu sehen.
Weitere Serienauftritte folgten in The Unit – Eine Frage der Ehre, Lie to Me, Emergency Room – Die Notaufnahme, Fringe – Grenzfälle des FBI, Castle, Grimm, Navy CIS: New Orleans und Chance. In den Serien Blood & Oil, Bordertown und der Miniserie Unbelievable übernahm Arciniega wiederkehrende Rollen.
2020 eröffnete er die MA School of Acting in seiner Heimatstadt. Er ist Fan der Chicago Cubs.

## Filmografie (Auswahl)
- 2004: Barbershop 2
- 2004: Boricua
- 2006: E-Ring – Military Minds (E-Ring, Fernsehserie, Episode 1x16)
- 2006: Veronica Mars (Fernsehserie, Episode 2x18)
- 2007: Private Practice (Fernsehserie, Episode 1x01)
- 2008: Without a Trace – Spurlos verschwunden (Without a Trace, Fernsehserie, Episode 6x11)
- 2008: Breaking Bad (Fernsehserie, 3 Episoden)
- 2008: The Unit – Eine Frage der Ehre (The Unit, Fernsehserie, Episode 4x04)
- 2009: Emergency Room – Die Notaufnahme (ER, Fernsehserie, Episode 15x12)
- 2009: Lie to Me (Fernsehserie, Episode 2x03)
- 2010: Blue Bloods – Crime Scene New York (Blue Bloods, Fernsehserie, Episode 1x07)
- 2011: Valley of the Sun
- 2011: Haywire
- 2012: Fringe – Grenzfälle des FBI (Fringe, Fernsehserie, Episode 4x17)
- 2012: Castle (Fernsehserie, Episode 5x07)
- 2014: The Barber
- 2014: Grimm (Fernsehserie, Episode 4x08)
- 2015: Blood & Oil (Fernsehserie, 4 Episoden)
- 2016: Navy CIS: New Orleans (NCIS: New Orleans, Fernsehserie, Episode 2x13)
- 2016–2020: Better Call Saul (Fernsehserie, 7 Episoden)
- 2016: Bordertown (Fernsehserie, 4 Episoden, Stimme)
- 2017: Colony (Fernsehserie, 5 Episoden)
- 2017: Bosch (Fernsehserie, 7 Episoden)
- 2017: Chance (Fernsehserie, Episode 2x09)
- 2019: Unbelievable (Fernsehserie, 4 Episoden)
- 2020: Hard Luck Love Song
- 2021: Old Henry